# 특파원

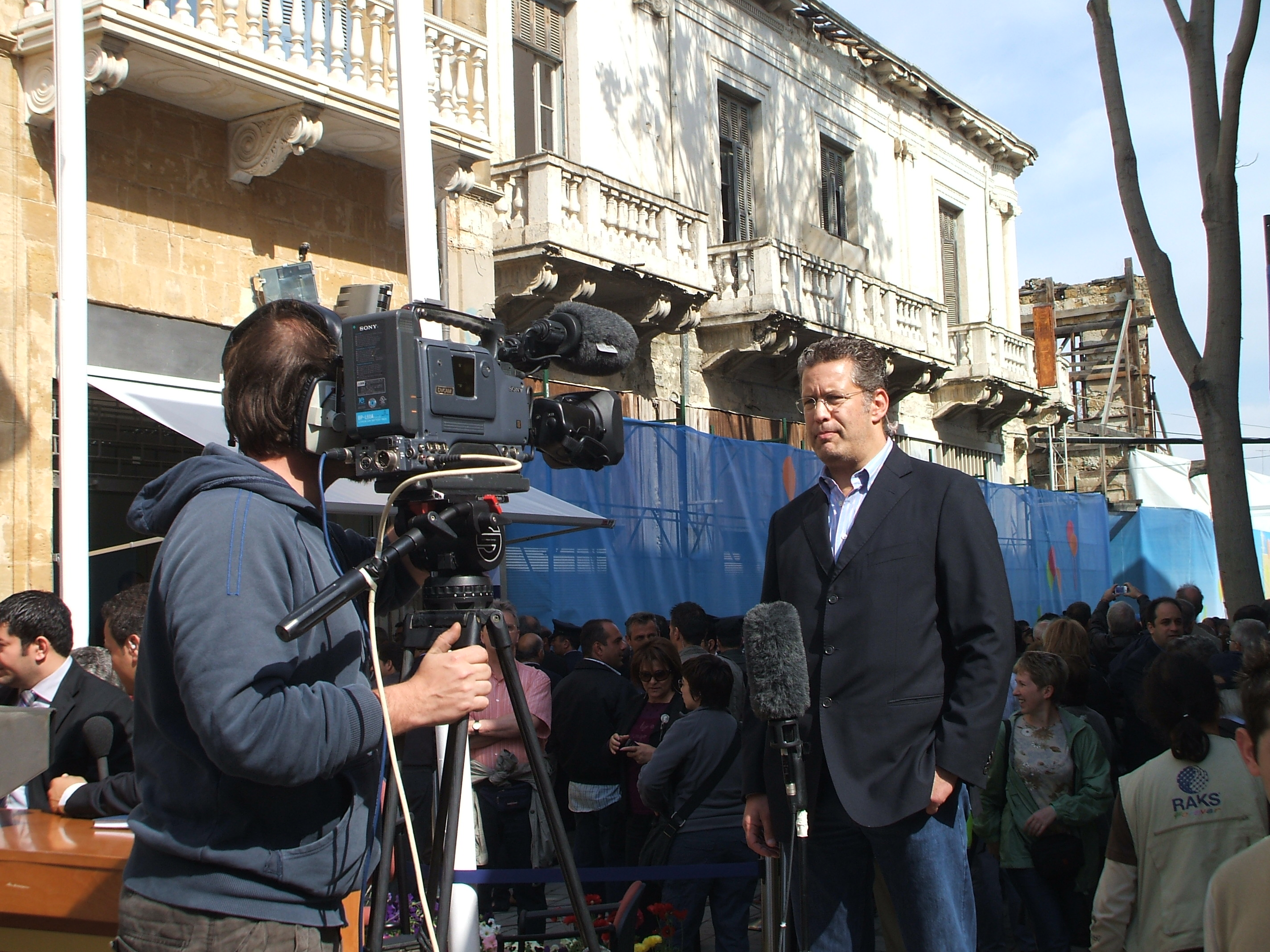

특파원(特派員; correspondent, on-the-scene reporter) 혹은 외신기자(外信記者)는 뉴스 취재와 보도를 위해 해외에 파견된 언론 기관의 기자다. 특히 외국에서 상주하며 취재하는 해외 특파원을 가리키는 경우가 많다.
현지에서 취재하여 본사로 보낸 원고가 서명기사(署名記事)로 되어 지면을 장식하게 되므로 특파원은 기자 중에서도 선망의 대상이 되고 있다. 그러나 시차(時差)관계로 말미암아 한밤중에도 일을 해야 할 때가 있기도 하고 현지생활과 경제적으로 어려움을 겪어야 하는 괴로움도 적지 않다. 또한 외국어 실력은 기본이고, 다방면에서 많은 지식이 있어야 하기 때문에 특파원이 되기는 약간 어렵다 볼 수 있다.
장기에 걸쳐 임지에 체제하는 상주특파원은 외신부에서 파견되는 경우가 있으나 각료 등의 회의·친선방문 · 올림픽 경기 등 특별한 기회에는 정치부 · 사회부 · 체육부 등의 기자가 임시 특파원으로서 파견될 때도 있다.

## 같이 보기
- 월드뉴스
- 서울외신기자클럽
- 통역
- 번역

## 참고 자료
- 이 문서에는 다음커뮤니케이션(현 카카오)에서 GFDL 또는 CC-SA 라이선스로 배포한 글로벌 세계대백과사전의 내용을 기초로 작성된 글이 포함되어 있습니다.